# Сан-Франциско Делтаз
Сан-Франциско Делтаз (англ. San Francisco Deltas) — професіональний футбольний клуб з Сан-Франциско (США), що грає у Північноамериканській футбольній лізі –  футбольному дивізіоні 2-го рівня США і Канади. Клуб було засновано у 2016 році. Сезон 2017 року є першим в історії клубу. Також «Сан-Франциско Делтаз» дебютував у Відкритому кубку США.
Домашні матчі проводить на мультиспортивному стадіоні «Кезар Стедіум».
Засновником і виконавчим директором клубу є місцевий бізнесмен Браян Андрес Гелмік. Фінансову підтримку забезпечує група інвесторів з декількох технологічних компаній Кремнієвої долини, а також окремі інвестори з Бразилії.